# Hylesia metabus
Hylesia metabus (conocida en Venezuela como palometa peluda) es una especie de lepidóptero ditrisio de la familia Saturniidae. Es un importante riesgo para algunas personas dado que las hembras adultas poseen espículas que tienen 8 canales en su superficie donde se encuentran púas dirigidas hacia la región distal donde hay una abertura por la cual se libera una sustancia urticante desconocida que genera dermatitis epidérmica.
Estos pelos alérgenos se desprenden del abdomen de esos lepidópteros, el tratamiento farmacológico que se aplica habitualmente es la administración de antialérgicos. En 2004, Venezuela sufrió un aumento de la población de este insecto con el consecuente aumento en los reportes de alergia producido por los pelos urticantes de esta especie.